# Cod ATC M03
Cod ATC M03 este o parte a Sistemului de clasificare Anatomo Terapeutico Chimică.
M Sistemul musculo-scheletic

## M 03 A Miorelaxante periferice

### M 03 AA Derivați de curara
- Alcuronium
- Tubocurarină

### M 03 AB Derivați de colină
- Suxametoniu

### M 03 AC Derivați de amoniu cuaternar
- Atracurium
- Galamina
- Mivacurium
- Pancuronium
- Pipecuroniu
- Vecuroniu
- Rocuronium

## M 03 B Miorelaxante centrale

### M 03 BB Derivați de oxazol, tiazină, triazină
- Clorzoxazonă

### M 03 BX Alte preparate cu acțiune centrală
- Baclofen
- Diazepam
- Tolperisonă
- Tetrazepam
- Clorprotazină
- Tizanidină